# Emil Marcussen
Emil Marcussen (født 11. april 1999) er en dansk ishockeyspiller. Han spiller i øjeblikket for Aalborg Pirates. Hans tvillingebror Frederik Marcussen spiller også i klubben.

## Aalborg Pirates (2017-18)
Han spillede 44 kampe.